# Любке, Вильгельм
 Вильгельм Любке (нем. Wilhelm Lübke, 17 января 1826, Дортмунд — 5 апреля 1893, Карлсруэ) — немецкий историк искусства.

## Биография
Вильгельм Любке был сыном учителя начальных классов в Дортмунде (земля Северный Рейн-Вестфалия). В семье было ещё шестеро младших братьев и сестер. Вильгельм вырос с родителями при школе доминиканского монастыря (Dominikanerkloster). Окончил начальную школу (Volksschule) и гимназию.
Вдохновлённый произведениями скульптуры и живописи в церквях Дортмунда, он с ранних лет увлёкся изучением истории искусства. В 1845 году он анонимно вместе с К. Л. Крюгером опубликовал три брошюры, на выручку от которых частично финансировал своё дальнейшее обучение: с 1845 года в Бонне, с 1846 года — классической филологии в Берлинском университете.
В 1848 году Любке получил «Facultas docendi» (право преподавания) и стал кандидатом на преподавательскую должность в гимназии Фридриха-Вердершера в Берлине. После испытательного срока в один год Вильгельм Любке отказался от преподавательской карьеры и решил полностью посвятить себя научному изучению искусства. Он познакомился с Якобом Буркхардтом и Францем Теодором Куглером, совершал дальние поездки с целью изучения памятников искусства, в основном вместе с композитором и музыковедом Германом Кестнером. Иногда он также сопровождал литератора Теодора Фонтане в его путешествиях по Германии. Любке писал статьи для художественного альманаха «Deutsches Kunstblatt» и берлинской газеты «Spenersche Zeitung», благодаря которым он стал известен публике и получил заказ от историка и политика Вильгельма Юнкманна на исследование истории средневекового искусства Вестфалии. В 1853 году Вильгельм Любке опубликовал книгу «Средневековое искусство в Вестфалии» (Mittelalterliche Kunst in Westfalen), а в 1855 году «Историю архитектуры» (Geschichte der Architektur). Два года спустя он подал заявление в Берлинскую строительную академию (Berliner Bauakademie) и был принят преподавателем истории искусств.
В 1859 году Вильгельму Любке предложили должность в Швейцарском федеральном политехническом институте в Цюрихе (Eidgenössische Technische Hochschule Zürich: «ETH Zürich»), от которой он вначале отказался. Однако в 1861 году стал преемником Буркхардта на посту профессора кафедры истории искусств этого института. Через пять лет Любке перешёл в Штутгартский политехнический институт, где преподавал до 1885 года. Однако по причине многих конфликтов он перешёл в Политехнический институт Карлсруэ, где преподавал до самой смерти. С 1880 года Вильгельм Любке был директором картинной галереи в Карлсруэ. В 1870 году был принят в члены-корреспонденты Баварской академии наук.
Любке завершил «Историю архитектуры» (Geschichte der Baukunst) Франца Куглера, добавив к ней 4-й и 5-й тома (1855). Он высоко ставил архитектурную и теоретическую деятельность Готфрида Земпера. «Иллюстрированная история искусств» В. Любке (1868) была издана на русском языке в 1890 году в переводе Ф. И. Булгакова.

## Основные публикации
- Введение в историю церковной архитектуры средневековья (Vorschule zur Geschichte der Kirchenbaukunst des Mittelalters), 1852

- Средневековое искусство в Вестфалии. Представлено по сохранившимся памятникам (Mittelalterliche Kunst in Westfalen. Nach den vorhandenen Denkmälern dargestellt), 1853

- История архитектуры. С древнейших времен до наших дней (Geschichte der Architektur. Von den ältesten Zeiten bis auf die Gegenwart), 1855

- Памятники искусства (Denkmäler der Kunst), 1858

- Искусство современности (Die Kunst der Gegenwart), 1859

- Основы истории искусства (Grundriss der Kunstgeschichte), 1860

- Осношения Шинкеля к церковному строительству (Schinkels Verhältniß zum Kirchenbau), 1860

- «Танец смерти» в Мариенкирхе в Берлине (Der Todtentanz in der Marienkirche zu Berlin), 1861

- Очерк истории архитектуры (Abriss der Geschichte der Baukunst), 1861

- Женщины в истории искусства (Die Frauen in der Kunstgeschichte), 1862.

- История скульптуры с древнейших времен до наших дней (Geschichte der Plastik von den ältesten Zeiten bis auf die Gegenwart), 1863

- Архитектурные стили древности (Die Baustyle des Alterthums), 1867

- В соавторстве с Я. Буркхардтом: История современной архитектуры (Geschichte der neueren Baukunst), 1868

- Архитектурный стиль Средневековья (Die Baustyle des Mittelalters), 1868

- Архитектурный стиль Нового времени (Die Baustyle der Neuzeit), 1868

- История французского Ренессанса (Geschichte der Renaissance Frankreichs), 1868

- Изучение истории искусства (Kunsthistorische Studien), 1869

- Современное французское искусство (Die moderne französische Kunst), 1872

- История немецкого Ренессанса (Geschichte der deutschen Renaissance), 1872

- История итальянской живописи с IV по XVI век (Geschichte der italienischen Malerei vom 4. bis ins 16. Jahrhundert), 1878

- Жизнь и творчество Рафаэля (Rafaels Leben und Werk), 1882

- Произведение искусства и художник (Kunstwerke und Künstler), 1886

- Старое и новое (Altes und Neues), 1890

- История немецкого искусства с древнейших времен до наших дней (Geschichte der deutschen Kunst von den frühesten Zeiten bis zur Gegenwart), 1890